# Gustavo Benítez
Gustavo Benítez (ur. 5 lutego 1953 w Paraguarí) – paragwajski piłkarz, grający na pozycji obrońcy, trener piłkarski.

## Kariera piłkarska

### Kariera klubowa
W 1974 rozpoczął karierę piłkarską w Club Olimpia. Potem występował w hiszpańskim Granada CF i kolumbijskim Atlético Nacional. Zakończył karierę w 1989 roku w rodzimej Olimpii.

### Kariera reprezentacyjna
W latach 1975–1985 bronił barw reprezentacji Paragwaju.

## Kariera trenerska
Karierę szkoleniowca rozpoczął w 1993 roku. Trenował kluby Cerro Corá, Club Olimpia, CSD Colo-Colo, Racing de Santander, Rayo Vallecano, Cobreloa i Palestino.